# Boucles de Seine Saint-Denis
La Boucles de Seine Saint-Denis era una corsa in linea maschile di ciclismo su strada che si svolse in Francia, nel maggio del 1998 in occasione del campionato mondiale di calcio. Faceva parte del calendario della Coppa di Francia.

## Albo d'oro
Aggiornato all'edizione 1998.
| Anno | Vincitore   | Secondo      | Terzo     |
| ---- | ----------- | ------------ | --------- |
| 1998 | Tony Bracke | Jimmy Casper | Lauri Aus |